# Đội tuyển bóng đá quốc gia Quần đảo Cook
Đội tuyển bóng đá quốc gia Quần đảo Cook (tiếng Anh: Cook Islands national football team) là đội tuyển bóng đá nam đại diện cho Quần đảo Cook tham gia thi đấu quốc tế từ năm 1971. Đội được quản lý bởi Hiệp hội Bóng đá Quần đảo Cook, thành viên của Liên đoàn Bóng đá châu Đại Dương (OFC) và FIFA.
Quần đảo Cook đã tham gia vòng loại FIFA World Cup tổng cộng bảy lần kể từ lần đầu tiên vào năm 1998. Họ đã hai lần giành quyền dự Cúp bóng đá châu Đại Dương vào các năm 1998 và 2000, nhưng cả hai lần đều không giành được chiến thắng nào.

## Lịch sử

### Khởi đầu (1971–1995)
Mặc dù không tham dự ba kỳ Đại hội Thể thao Nam Thái Bình Dương đầu tiên, vị trí địa lý gần với Polynesia thuộc Pháp, nước chủ nhà Đại hội Thể thao Thái Bình Dương 1971, đã giúp đội tuyển Quần đảo Cook có thể tham gia giải đấu. Ở vòng đầu, họ thua Papua New Guinea 1-16 và thua Tahiti 0-30, còn trận tranh hạng năm, họ để thua Fiji 1-15.
Lần tiếp theo họ thi đấu là năm 1995, khi khoảng cách gần cũng giúp họ tham dự Đại hội Thể thao Nam Thái Bình Dương 1995. Trong giải đấu này, họ có chiến thắng đầu tiên khi vượt qua Wallis và Futuna với tỷ số 2-1, nhưng để thua cả bốn trận còn lại với tỷ số cách biệt lớn.

### Hai lần dự Cúp bóng đá châu Đại Dương (1996–2001)
Quần đảo Cook lần đầu tiên giành quyền dự Cúp bóng đá châu Đại Dương sau khi về nhì tại Cúp Polynesia 1998, giải đấu mà họ là nước chủ nhà. Họ nằm ở bảng B cùng Úc và Fiji trong một bảng đấu đầy thử thách. Ở trận đầu tiên, Úc nghiền nát Quần đảo Cook với tỷ số 16-0, với tám bàn thắng được ghi trong mỗi hiệp. Trận tiếp theo gặp Fiji, Quần đảo Cook chơi tốt hơn khi chỉ thua 0-3, nhưng với hai trận thua liên tiếp, họ không thể lọt vào bán kết.
Lần thứ hai tham dự Cúp bóng đá châu Đại Dương là sau khi về nhì ở Cúp Polynesia 2000. Lần này họ nằm ở bảng A cùng Quần đảo Solomon và Úc. Sau thất bại đậm trước Úc ở giải trước, Quần đảo Cook hy vọng tránh được kịch bản tương tự, nhưng lại thua đậm 0-17. Trận đấu tiếp theo gặp Quần đảo Solomon, họ có được bàn thắng đầu tiên tại Cúp bóng đá châu Đại Dương, nhưng vẫn thua 1-5. Sau hai trận thua, Quần đảo Cook tiếp tục bị loại từ vòng bảng.

### Giai đoạn suy yếu (2002–nay)
Đội tuyển tiếp tục tham gia vòng loại giải đấu 2004 nhưng thua cả bốn trận và không vượt qua vòng bảng. Họ trở lại Đại hội Thể thao Nam Thái Bình Dương năm 2007 và chỉ thắng được Tuvalu với tỷ số 4-1. Bốn năm sau, tại Nouméa 2011, họ thắng Kiribati 3-0 nhưng thua cả ba trận còn lại. Trong vòng loại Cúp bóng đá châu Đại Dương 2012, họ hòa Samoa thuộc Mỹ và thua Samoa và Tonga.
Ở vòng loại Cúp bóng đá châu Đại Dương 2016, Quần đảo Cook thắng Tonga 3-1 và Samoa 1-0, nhưng thua Samoa thuộc Mỹ 0-2 ở trận cuối, khiến họ xếp thứ ba do kém chỉ số phụ so với hai đội Samoa. Tháng 3 năm 2022, Quần đảo Cook thi đấu trận đầu tiên sau bảy năm khi để thua Quần đảo Solomon 0-2 trong vòng loại FIFA World Cup 2022. Tuy nhiên, họ buộc phải rút lui khỏi các trận còn lại do bùng phát dịch COVID-19. Ngày 28 tháng 8 năm 2023, Quần đảo Cook trở lại thi đấu quốc tế với trận gặp Tahiti nhưng chịu thất bại nặng nề 1-9 trên sân Stade Pater Te Hono Nui ở Pirae.

## Giải vô địch bóng đá thế giới
| Vòng chung kết | Vòng chung kết               | Vòng chung kết             | Vòng chung kết             | Vòng chung kết             | Vòng chung kết             | Vòng chung kết             | Vòng chung kết             | Vòng chung kết             |                            | Vòng loại                  | Vòng loại                  | Vòng loại                  | Vòng loại                  | Vòng loại                  | Vòng loại                  | Vòng loại                  |
| Năm            | Chủ nhà                      | Kết quả                    | ST                         | T                          | H                          | B                          | BT                         | BB                         | Kết quả                    | ST                         | T                          | H                          | B                          | BT                         | BB                         |                            |
| -------------- | ---------------------------- | -------------------------- | -------------------------- | -------------------------- | -------------------------- | -------------------------- | -------------------------- | -------------------------- | -------------------------- | -------------------------- | -------------------------- | -------------------------- | -------------------------- | -------------------------- | -------------------------- | -------------------------- |
| 1930 đến 1994  | 1930 đến 1994                | Không phải thành viên FIFA | Không phải thành viên FIFA | Không phải thành viên FIFA | Không phải thành viên FIFA | Không phải thành viên FIFA | Không phải thành viên FIFA | Không phải thành viên FIFA | Không phải thành viên FIFA | Không phải thành viên FIFA | Không phải thành viên FIFA | Không phải thành viên FIFA | Không phải thành viên FIFA | Không phải thành viên FIFA | Không phải thành viên FIFA | Không phải thành viên FIFA |
| 1998           | Pháp                         | Không vượt qua vòng loại   | Không vượt qua vòng loại   | Không vượt qua vòng loại   | Không vượt qua vòng loại   | Không vượt qua vòng loại   | Không vượt qua vòng loại   | Không vượt qua vòng loại   | Không vượt qua vòng loại   | Vòng 1                     | 2                          | 0                          | 0                          | 2                          | 1                          | 4                          |
| 2002           | Hàn Quốc Nhật Bản            | Không vượt qua vòng loại   | Không vượt qua vòng loại   | Không vượt qua vòng loại   | Không vượt qua vòng loại   | Không vượt qua vòng loại   | Không vượt qua vòng loại   | Không vượt qua vòng loại   | Không vượt qua vòng loại   | Vòng 1                     | 4                          | 0                          | 0                          | 4                          | 2                          | 25                         |
| 2006           | Đức                          | Không vượt qua vòng loại   | Không vượt qua vòng loại   | Không vượt qua vòng loại   | Không vượt qua vòng loại   | Không vượt qua vòng loại   | Không vượt qua vòng loại   | Không vượt qua vòng loại   | Không vượt qua vòng loại   | Vòng 1                     | 4                          | 0                          | 0                          | 4                          | 1                          | 17                         |
| 2010           | Nam Phi                      | Không vượt qua vòng loại   | Không vượt qua vòng loại   | Không vượt qua vòng loại   | Không vượt qua vòng loại   | Không vượt qua vòng loại   | Không vượt qua vòng loại   | Không vượt qua vòng loại   | Không vượt qua vòng loại   | Vòng 1                     | 4                          | 1                          | 0                          | 3                          | 4                          | 9                          |
| 2014           | Brasil                       | Không vượt qua vòng loại   | Không vượt qua vòng loại   | Không vượt qua vòng loại   | Không vượt qua vòng loại   | Không vượt qua vòng loại   | Không vượt qua vòng loại   | Không vượt qua vòng loại   | Không vượt qua vòng loại   | Vòng 1                     | 3                          | 0                          | 1                          | 2                          | 4                          | 6                          |
| 2018           | Nga                          | Không vượt qua vòng loại   | Không vượt qua vòng loại   | Không vượt qua vòng loại   | Không vượt qua vòng loại   | Không vượt qua vòng loại   | Không vượt qua vòng loại   | Không vượt qua vòng loại   | Không vượt qua vòng loại   | Vòng 1                     | 3                          | 2                          | 0                          | 1                          | 4                          | 2                          |
| 2022           | Qatar                        | Rút lui                    | Rút lui                    | Rút lui                    | Rút lui                    | Rút lui                    | Rút lui                    | Rút lui                    | Rút lui                    | Rút lui                    | Rút lui                    | Rút lui                    | Rút lui                    | Rút lui                    | Rút lui                    | Rút lui                    |
| 2026           | Canada Mexico Hoa Kỳ         | Không vượt qua vòng loại   | Không vượt qua vòng loại   | Không vượt qua vòng loại   | Không vượt qua vòng loại   | Không vượt qua vòng loại   | Không vượt qua vòng loại   | Không vượt qua vòng loại   | Không vượt qua vòng loại   | Vòng 1                     | 1                          | 0                          | 0                          | 1                          | 1                          | 3                          |
| 2030           | Maroc Bồ Đào Nha Tây Ban Nha | Chưa xác định              | Chưa xác định              | Chưa xác định              | Chưa xác định              | Chưa xác định              | Chưa xác định              | Chưa xác định              | Chưa xác định              | Chưa xác định              | Chưa xác định              | Chưa xác định              | Chưa xác định              | Chưa xác định              | Chưa xác định              | Chưa xác định              |
| 2034           | Ả Rập Xê Út                  | Chưa xác định              | Chưa xác định              | Chưa xác định              | Chưa xác định              | Chưa xác định              | Chưa xác định              | Chưa xác định              | Chưa xác định              | Chưa xác định              | Chưa xác định              | Chưa xác định              | Chưa xác định              | Chưa xác định              | Chưa xác định              | Chưa xác định              |
| Tổng           | Tổng                         | –                          | –                          | –                          | –                          | –                          | –                          | –                          | 0/7                        | 21                         | 3                          | 1                          | 17                         | 17                         | 66                         |                            |

## Cúp bóng đá châu Đại Dương
| Cúp bóng đá châu Đại Dương | Cúp bóng đá châu Đại Dương | Cúp bóng đá châu Đại Dương | Cúp bóng đá châu Đại Dương | Cúp bóng đá châu Đại Dương | Cúp bóng đá châu Đại Dương | Cúp bóng đá châu Đại Dương | Cúp bóng đá châu Đại Dương | Cúp bóng đá châu Đại Dương |
| Năm                        | Vòng                       | Hạng                       | Pld                        | W                          | D                          | L                          | GF                         | GA                         |
| -------------------------- | -------------------------- | -------------------------- | -------------------------- | -------------------------- | -------------------------- | -------------------------- | -------------------------- | -------------------------- |
| 1973 đến 1996              | Không tham dự              | Không tham dự              | Không tham dự              | Không tham dự              | Không tham dự              | Không tham dự              | Không tham dự              | Không tham dự              |
| 1998                       | Vòng bảng                  | 6th                        | 2                          | 0                          | 0                          | 2                          | 0                          | 19                         |
| 2000                       | Vòng bảng                  | 6th                        | 2                          | 0                          | 0                          | 2                          | 1                          | 22                         |
| 2002                       | Bỏ cuộc                    | Bỏ cuộc                    | Bỏ cuộc                    | Bỏ cuộc                    | Bỏ cuộc                    | Bỏ cuộc                    | Bỏ cuộc                    | Bỏ cuộc                    |
| 2004 đến 2024              | Không vượt qua vòng loại   | Không vượt qua vòng loại   | Không vượt qua vòng loại   | Không vượt qua vòng loại   | Không vượt qua vòng loại   | Không vượt qua vòng loại   | Không vượt qua vòng loại   | Không vượt qua vòng loại   |
| Tổng cộng                  | 2 lần Vòng bảng            | 2/11                       | 4                          | 0                          | 0                          | 4                          | 1                          | 41                         |

## Đại hội Thể thao Thái Bình Dương
| Đại hội Thể thao Thái Bình Dương | Đại hội Thể thao Thái Bình Dương | Đại hội Thể thao Thái Bình Dương | Đại hội Thể thao Thái Bình Dương | Đại hội Thể thao Thái Bình Dương | Đại hội Thể thao Thái Bình Dương | Đại hội Thể thao Thái Bình Dương | Đại hội Thể thao Thái Bình Dương | Đại hội Thể thao Thái Bình Dương |
| Năm                              | Thành tích                       | Thứ hạng                         | ST                               | T                                | H                                | B                                | BT                               | BB                               |
| -------------------------------- | -------------------------------- | -------------------------------- | -------------------------------- | -------------------------------- | -------------------------------- | -------------------------------- | -------------------------------- | -------------------------------- |
| 1963 to 1969                     | không tham gia                   | không tham gia                   | không tham gia                   | không tham gia                   | không tham gia                   | không tham gia                   | không tham gia                   | không tham gia                   |
| 1971                             | Vòng bảng                        | 6th                              | 3                                | 0                                | 0                                | 3                                | 2                                | 61                               |
| 1975 to 1991                     | không tham gia                   | không tham gia                   | không tham gia                   | không tham gia                   | không tham gia                   | không tham gia                   | không tham gia                   | không tham gia                   |
| 1995                             | Vòng bảng                        | 7th                              | 4                                | 1                                | 0                                | 3                                | 2                                | 37                               |
| 2003                             | không tham gia                   | không tham gia                   | không tham gia                   | không tham gia                   | không tham gia                   | không tham gia                   | không tham gia                   | không tham gia                   |
| 2007                             | Vòng bảng                        | 8th                              | 4                                | 1                                | 0                                | 3                                | 4                                | 9                                |
| 2011                             |                                  | 9th                              | 4                                | 1                                | 0                                | 3                                | 4                                | 15                               |
| 2015                             | Giải đấu dành cho U23            | Giải đấu dành cho U23            | Giải đấu dành cho U23            | Giải đấu dành cho U23            | Giải đấu dành cho U23            | Giải đấu dành cho U23            | Giải đấu dành cho U23            | Giải đấu dành cho U23            |
| 2019                             | không tham gia                   | không tham gia                   | không tham gia                   | không tham gia                   | không tham gia                   | không tham gia                   | không tham gia                   | không tham gia                   |
| 2023                             | Vòng bảng                        | 8th                              | 2                                | 1                                | 0                                | 1                                | 2                                | 9                                |
| Tổng                             | Vòng bảng                        | 5/16                             | 17                               | 4                                | 0                                | 13                               | 14                               | 131                              |

## Đội hình
The following players were called up for the 2026 FIFA World Cup qualification match window in September 2024.
Các cầu thủ sau đã được triệu tập cho đợt thi đấu vòng loại FIFA World Cup 2026 vào tháng 9 năm 2024.
Số lần ra sân và bàn thắng được cập nhật đến ngày 9 tháng 9 năm 2024, sau trận đấu với Samoa thuộc Mỹ.

| Số | VT | Cầu thủ                 | Ngày sinh (tuổi)  | Trận | Bàn | Câu lạc bộ               |
| -- | -- | ----------------------- | ----------------- | ---- | --- | ------------------------ |
|    | TM | Tahiri Elikana          | 14 tháng 9, 1988  | 13   | 0   | Nikao Sokattak           |
|    | TM | Ngereine Maro           | 20 tháng 3, 2005  | 5    | 0   | Western Suburbs          |
|    |    |                         |                   |      |     |                          |
|    | HV | Paavo Mustonen          | 10 tháng 11, 1989 | 18   | 0   | Tupapa Maraerenga        |
|    | HV | Emiel Burrow            | 17 tháng 5, 1992  | 10   | 0   | Oratia United            |
|    | HV | Orin Ruaine-Prattley    | 3 tháng 11, 1997  | 9    | 0   | Brooklyn Northern United |
|    | HV | Dwayne Tiputoa          | 8 tháng 12, 1997  | 8    | 1   | Tupapa Maraerenga        |
|    | HV | Tamaiva Mateariki       | 5 tháng 2, 1999   | 2    | 0   | Tupapa Maraerenga        |
|    | HV | John Noovao             | 18 tháng 9, 2004  | 1    | 0   | Tupapa Maraerenga        |
|    |    |                         |                   |      |     |                          |
|    | TV | Grover Harmon           | 9 tháng 8, 1989   | 18   | 1   | Tupapa Maraerenga        |
|    | TV | Tremaine Rimene-Albrett | 1 tháng 1, 2002   | 6    | 1   | Douglas Villa            |
|    | TV | Thane Beal              | 26 tháng 3, 1997  | 5    | 0   | Westvale Olympic         |
|    | TV | Oscar Wichman           | 1 tháng 7, 2005   | 3    | 0   | Tupapa Maraerenga        |
|    | TV | Ngametua Tuakana        | 28 tháng 2, 2005  | 2    | 0   | Tupapa Maraerenga        |
|    | TV | Taci Kumsuz             | 6 tháng 1, 1999   | 1    | 1   | St George City           |
|    | TV | Kerim Kumsuz            | 27 tháng 8, 1992  | 0    | 0   | Tupapa Maraerenga        |
|    |    |                         |                   |      |     |                          |
|    | TĐ | Taylor Saghabi          | 25 tháng 12, 1990 | 19   | 7   | Tupapa Maraerenga        |
|    | TĐ | Josh Karika             | 15 tháng 9, 1989  | 7    | 0   | Matavera                 |
|    | TĐ | Siaosi Kaufononga       | 20 tháng 2, 1995  | 3    | 1   | Tupapa Maraerenga        |
|    | TĐ | Tupaia Ringi            | 14 tháng 3, 2003  | 2    | 0   | Canberra Olympic         |

## Thành tích đối đầu
Tính đến các trận đấu đã diễn ra vào ngày 5 tháng 9 năm 2024.

| Đội                                  | ST | T  | H | B  | BT | BB  | HS   | %T     |
| ------------------------------------ | -- | -- | - | -- | -- | --- | ---- | ------ |
| Samoa thuộc Mỹ                       | 4  | 2  | 1 | 1  | 8  | 6   | +2   | 50,00  |
| Úc                                   | 2  | 0  | 0 | 2  | 0  | 33  | −33  | 0,00   |
| Fiji                                 | 4  | 0  | 0 | 4  | 2  | 26  | −24  | 0,00   |
| Kiribati                             | 1  | 1  | 0 | 0  | 3  | 0   | +3   | 100,00 |
| Nouvelle-Calédonie                   | 4  | 0  | 0 | 4  | 0  | 28  | −28  | 0,00   |
| New Zealand                          | 1  | 0  | 0 | 1  | 0  | 2   | −2   | 0,00   |
| Papua New Guinea                     | 2  | 0  | 0 | 2  | 1  | 20  | −19  | 0,00   |
| Samoa                                | 7  | 3  | 1 | 3  | 9  | 9   | 0    | 42,86  |
| Quần đảo Solomon                     | 5  | 0  | 0 | 5  | 2  | 37  | −35  | 0,00   |
| Tahiti                               | 10 | 0  | 0 | 10 | 1  | 76  | −75  | 0,00   |
| Tonga                                | 11 | 5  | 2 | 4  | 16 | 15  | +1   | 45,45  |
| Tuvalu                               | 1  | 1  | 0 | 0  | 4  | 1   | +3   | 100,00 |
| Vanuatu                              | 1  | 0  | 0 | 1  | 1  | 8   | −7   | 0,00   |
| WLSname_WLS=Bản mẫu:Country data WLS | 0  | 0  | 0 | 0  | 0  | 0   | 0    | —      |
| Tổng số                              | 53 | 12 | 4 | 37 | 47 | 261 | −214 | 22,64  |

1. ↑  Bao gồm kết quả của Tây Samoa.